# Rolf Beilschmidt
Rolf Beilschmidt (Jena, 8 de agosto de 1953) é um antigo atleta alemão que representava a Alemanha Oriental em competições de salto em altura.
Concorrendo sob as cores da República Democrática Alemã, classifica-se em segundo lugar nos Campeonatos Europeus em Pista Coberta de 1977 e 1978. No verão seguinte, alcança a medalha de bronze nos Campeonatos da Europa de 1978, em Praga, perdendo, com um salto de 2.28 m para os soviéticos Vladimir Yashchenko e Aleksandr Grigoryev. Ainda nesse ano, estabelece um novo recorde europeu com 2.29 m.
Participa por duas vezes na Taça do Mundo: na edição de 1977 impõe-se, com um salto de 2,30 m, aos favoritos Dwight Stones et Jacek Wszoła; dois anos depois, em Montreal 1979, acaba em 4º lugar com apenas 2.24 m.
A sua única participação olímpica, ocorreu nos Jogos Olímpicos de Montreal, em 1976, onde não fez melhor do que o sétimo lugar com a marca de 2.18 m.
No plano nacional, Rolf Beilschmidt arrebatou sete títulos de campeão da Alemanha Oriental, ao ar livre, em 1974, 1975, 1976, 1977, 1978, 1979 e 1981.
Desde 1991 tem sido o diretor do Centro Nacional de Treino da Turíngia e da Base de Treino Olímpico de Erfurt. Em 1990 Beilschmidt foi o último Vice-Presidente da Federação de Desportos da Alemanha Oriental.

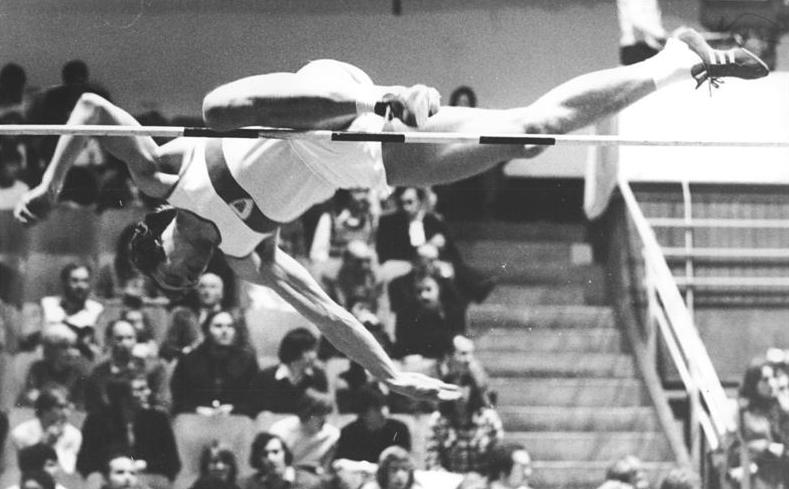
Rolf Beilschmidt em ação (em 1977).